# Chenu (Wesir)

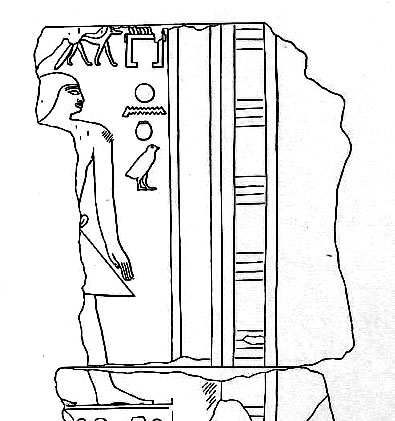
Darstellung des Chenu im Totentempel von Pepi II.

Chenu war ein altägyptischer Beamter in der 6. Dynastie, der als Wesir amtierte und unter König Pepi II. im Amt war. Er ist nur von einer Darstellung im Pyramidentempel der Pepi-II.-Pyramide in Saqqara bekannt. Dort ist er stehend dargestellt. Über ihm befinden sich Reste der Wesirstitulatur und sein Name. Nigel Strudwick datiert ihn in das zweite Viertel der etwa 60-jährigen Regierungszeit des Herrschers.